# John Franklin Enders
John Franklin Enders (ur. 10 lutego 1897 w West Hartford w stanie Connecticut, zm. 8 września 1985 w Waterford w stanie Connecticut) – amerykański naukowiec, mikrobiolog, bakteriolog, w 1954 roku laureat Nagrody Nobla w dziedzinie fizjologii i medycyny za dokonanie odkrycia, że wirus polio namnaża się w tkankach zwierzęcych. Przyczyniło się to do stworzenia szczepionki przeciwko chorobie Heinego-Medina. Nagrodę razem z nim otrzymali: Thomas Huckle Weller i Frederick Chapman Robbins.
W latach 1929–1942 był profesorem wirusologii w Harvard University w Cambridge, następnie konsultantem w zakresie chorób zakaźnych wojskowych służb sanitarnych. Prowadził badania w zakresie chorób wirusowych: odry, grypy, świnki. W założonym przez siebie laboratorium Children’s Medical Center w Bostonie pracował nad stworzeniem nowej szczepionki ochronnej. W latach 1956–1967 był powtórnie profesorem Uniwersytetu Harvarda w Cambridge.